# Melianthaceae
Melianthaceae је породица биљака која се према APG II сврстава у кладу розида. Сви представници су дрвеће и жбуње које живи у јужној Африци и Јужној Америци. Породица посматрана у традиционалном, ужем смислу, обухвата 2 рода са 8 врста. Традиционалне породице Greyiaceae (јужноафрички ендемити) и Francoaceae (ендемити Чилеа) сврставају се у породицу Melianthaceae.

## Опис
Представници су жбунасте биљке или омање дрвеће. Листови су наизменично постављени, перасти. У мезофилу постоје кристали калцијум-оксалата. Цветови су хермафродитни, а биљке могу бити и андромонецке. Садрже нектарије.